# Инъюнктив
Инъюнкти́в — наклонение, например в древнеиндоевропейских языках, таких как санскрит, в котором присутствуют вторичные личные окончания, а формообразование обладает схожестью с глагольными временами — аористом и имперфектом. Тем не менее, у инъюнктива отсутствует аугмент, следовательно, он не имеет значения прошедшего времени.
Обычно стоит в главном предложении. Функционально сравним с конъюнктивом (сослагательным наклонением) и императивом (повелительным наклонением). Например, он служит для выражения намерения: índrasya nú vīryā̀ṇi prá vocam «И расскажу я о подвигах Индры».
В значении прохибитива после mā́ является обязательным (как и в случае латинского конъюнктива перфекта + ne). В позднем санскрите он стоит только после mā́.